# The Penguin and the Leviathan
The Penguin and the Leviathan: How Cooperation Triumph over Self-Interest é um livro escrito por Yochai Benkler que procura quebrar e substituir a ideia de interesse próprio por um modelo de cooperação nos nossos negócios, governos e nas nossas vidas. A obra foi publicada em 2011 pela editora Crown Publishing.

## Sinopse da editora
Durante séculos, nós, como sociedade, operamos de acordo com uma visão que não faz jus a natureza humana: : Que os seres humanos são universalmente e inerentemente criaturas egoístas. Como resultado, nossas enraizadas estruturas sociais - os nossos modelos de negócios, os nossos sistemas legais de punição, nossas abordagens baseadas no mercado para tudo, desde a reforma da educação à regulamentação ambiental - foram construídas na premissa de que os seres humanos são movidos apenas por interesses individuais, programado para responder somente a mão invisível dos mercados livres ou ao punho de ferro de um governo controlador.
Na última década, no entanto, esta falácia finalmente começou a se desfazer, com centenas de estudos realizados em dezenas de culturas, descobriu-se que a maioria das pessoas atuarão de uma forma muito mais cooperativa do que se acreditava anteriormente. Aqui, o professor da Universidade de Harvard, Yochai Benkler, baseia-se em resultados de ponta da neurociência, economia, sociologia, biologia evolutiva, ciência política, e em uma riqueza de exemplos do mundo real para derrubar esse mito de longa data e revelar como podemos aproveitar o poder da cooperatividade do ser humano a fim de melhorar os processos de negócios, projetar a tecnologia de forma mais inteligente, reformar nossos sistemas econômicos, maximizar as contribuições voluntárias para a ciência, reduzir a criminalidade, melhorar a eficácia dos movimentos cívicos, e muito mais.
Por exemplo, ele descreve como:
° Através de inúmeras contribuições voluntárias, comunidades de software de código aberto têm desenvolvido algumas das infra-estruturas mais importantes em que a World Wide Web é executado;
° Experimentos com pay-as-you-wish na indústria da música revelam que os fãs irão, voluntariamente, pagar muito mais por sua música favorita do que os modelos econômicos poderiam prever;
° Muitas comunidades de autoregulação, desde os pescadores de lagosta do Maine até os agricultores na Espanha, vivem dentro do sitema dos de auto-regulação para divisão e alocação de recursos;
° Apesar dos recentes retrocessos, a área de produção colaborativa da Toyota, junto com sua cadeia de suprimentos e sua estrutura de gestão contribuíram para a ascensão meteórica da mesma em relação a seus seus colegas americanos por mais de um quarto de século;
° Delegacias de polícia em toda nação têm conseguido reduzir a criminalidade em bairros violentos, através da colaboratividade,confiança e parcerias com a comunidade.

## Sobre a obra
O livro propõe um modelo otimista que enfatiza nossos traços humanos de cooperação e colaboração, contrariando a ideia de que o egoísmo dirige o comportamento humano. Tudo é feito utilizando-se de evidências da neurociência, economia, sociologia, biologia, e de exemplos do mundo real para expor suas ideias.
O título "The Penguin and the Leviathan" remete a duas ideias distintas. O Leviathan, vem da publicação de Leviatã (livro) pelo filósofo Thomas Hobbes, a qual possui uma ideia ideia antiga de que o egoísmo comanda as ações do homem. Segundo Benkler, Hobbes desencadeou um monstro, a "imagem icônica de um estado de controle", a qual, desde então lançou sua sombra sobre contratos sociais, espalhando 
a mensagem terrível que “se fomos deixados à nossa própria sorte, estaremos na garganta um do outro”. 
Já o Peguin vem do Tux, mascote do Linux, sistema operacional de código-aberto, o qual é usado na obra como símbolo de seu livro 
para a colaboração em massa. Ele também cita o exemplo da Wikipedia, a enciclopédia online que qualquer um pode acessar e editar, que cresceu na Internet a partir dos recursos compartilhados de milhões de pessoas.
O desafio abordado pelo livro é incorporar motivações pró-sociais – se preocupar e agir em função do bem comum – para projetar sistemas humanos. Segundo Benkler, exemplos de projetos pró-sociais já existem em muitos lugares, tais como: a famosa planta da Toyota NUMMI em Fresno, Califórnia, com sua gestão e processos de produção cooperativas; Southwest Airlines, que transformou o trabalho em equipe e o igualitarismo em lucros consistentes em uma indústria sitiada; a comunidade online de voluntários, ativistas e doadores da My.BarackObama.com, que impulsionou a campanha presidencial de Obama à vitória; a plataforma de downloads no modelo "pague quanto quiser" do Radiohead, que confia em seus fãs para compensá-los de forma justa.
O livro busca alcançar um grande público para incentivar projetos de designs de sistemas sociais melhores e mais justos.

## Sobre Yochai Benkler
Yochai Benkler (nascido em 1964) é professor de Direito da universidade de Harvard e também autor.
Yochai trata de assuntos como a colaboração descentralizada em prol da inovação, a produção de informação, 
e a liberdade na sociedade e no setor econômico da internet.
Uma de suas obras mais conhecidas é o  The Wealth of Networks, escrito em 2006 e que examina as maneiras através 
das quais a tecnologia da informação permita extensivas formas de colaboração que têm consequências potencialmente 
transformadoras para a economia e para sociedade. 

## Referencias
1. ↑  «The Penguin and the Leviathan». Crown Publishing. Consultado em 15 de Agosto de 2014
2. ↑  «O Pinguim e o Leviatã». gitsufba.net. Consultado em 15 de Agosto de 2014
3. ↑  «Escaping the Leviathan's Shadow». Julia Collins. Consultado em 15 de Agosto de 2014
4. ↑   Benkler, Yochai (2006), The wealth of networks : how social production transforms markets and freedom (1st ed.), New Haven, Conn: Yale University Press, p. 528, ISBN 0-300-11056-1.